# Medici na ulici
Medici na ulici je spolek studentů lékařských fakult Univerzity Karlovy, lékařské fakulty Masarykovy univerzity a lékařské fakulty Univerzity Palackého. Byl založen v roce 2016. Jeho členové poskytují ošetření lidem bez domova přímo v terénu, zejména péči o chronické rány. Jejich snahou je také přispět ke změně v přístupu k těmto lidem a k problematice bezdomovectví.
Projekt Medici na ulici navázal na iniciativu s názvem Medici pomáhají, kterou založila MUDr. Andrea Pekárková jako studentka 3. lékařské fakulty UK a později lékařka Ordinace pro chudé v Ostravě. Zdrojem inspirace pro obě iniciativy bylo celosvětové hnutí Street Medicine, které vzniklo v 90. letech 20. století v USA, vedené internistou Dr. Jimem Withersem. „Heslo tohoto hnutí: ´Dokud budou lidé spát na ulicích, pod mosty, podél řek, budeme jim poskytovat zdravotní péči přizpůsobenou jejich realitě´, je nám každodenním impulzem a upozorňuje nás na rozdíl v přístupu k těmto osobám oproti obyčejným pacientům,“ uvedl člen spolku David Varyš.